# فیلیپ کافمن
 فیلیپ کافمن (انگلیسی: Philip Kaufman؛ زاده ۲۳ اکتبر ۱۹۳۶) یک کارگردان اهل ایالات متحده آمریکا است. وی از سال ۱۹۶۴ میلادی تاکنون مشغول فعالیت بوده‌است. دو اثر مهم او، اقتباس از بار هستی رمان مشهور میلان کوندرا و هنری اند جون رمان مشهور هنری میلر می‌باشد .نگاه خاص او به مسائل جنسی بسیار لطیف و خاص می‌باشد . در فیلم سبکی تحمل‌ناپذیر هستی بر گرفته از رمانی با همین نام از میلان کوندرا نویسنده معروف اهل چک، این نگاه ویژه به حد اعلای خود می‌رسد.